# Mazaceae
Mazaceae Reveal, 2011 è una piccola famiglia di piante angiosperme, appartenente all'ordine delle Lamiales.

## Etimologia
Il nome della famiglia deriva dal suo genere tipo Mazus Lour., 1790 la cui etimologia deriva da una parola greca  (mažoji = capezzoli) e fa riferimento in particolare alle due creste sul labbro abassiale della corolla della specie Mazus pumilus.
Il nome scientifico della famiglia è stato definito dal botanico contemporaneo James Lauritz Reveal (1941-2015) nella pubblicazione "Kew Bulletin. Kew, England - 66(1): 47. 2011" del 2011.

## Descrizione

### Portamento
Le specie di questa famiglia sono delle erbe con cicli biologici annuali o perenni. In genere sono piante a bassa crescita a volte con rizomi legnosi (Dodartia) con indumento sia glabro che pubescente. I fusti hanno portamenti orizzontali o ascendenti ed eretti e sono a sezione circolare oppure quadrangolare (a sezione quadrata) a causa della presenza di fasci di collenchima posti nei quattro vertici, mentre le quattro facce sono concave. Sono presenti anche specie stolonifere (Lancea).

### Foglie
Le foglie di solito sono sia basali che cauline, o solamente basali (formano delle rosette basali). Quelle cauline sono disposte sia in modo opposto che alternato (soprattutto nella parte superiore). La lamina, con o senza picciolo, è semplice (con forme da oblunghe a lanceolate o spatolate) o di tipo pennatifida e senza stipole. I margini sono interi o eventualmente seghettati o crenati. In alcuni casi il picciolo è alato.

### Infiorescenze

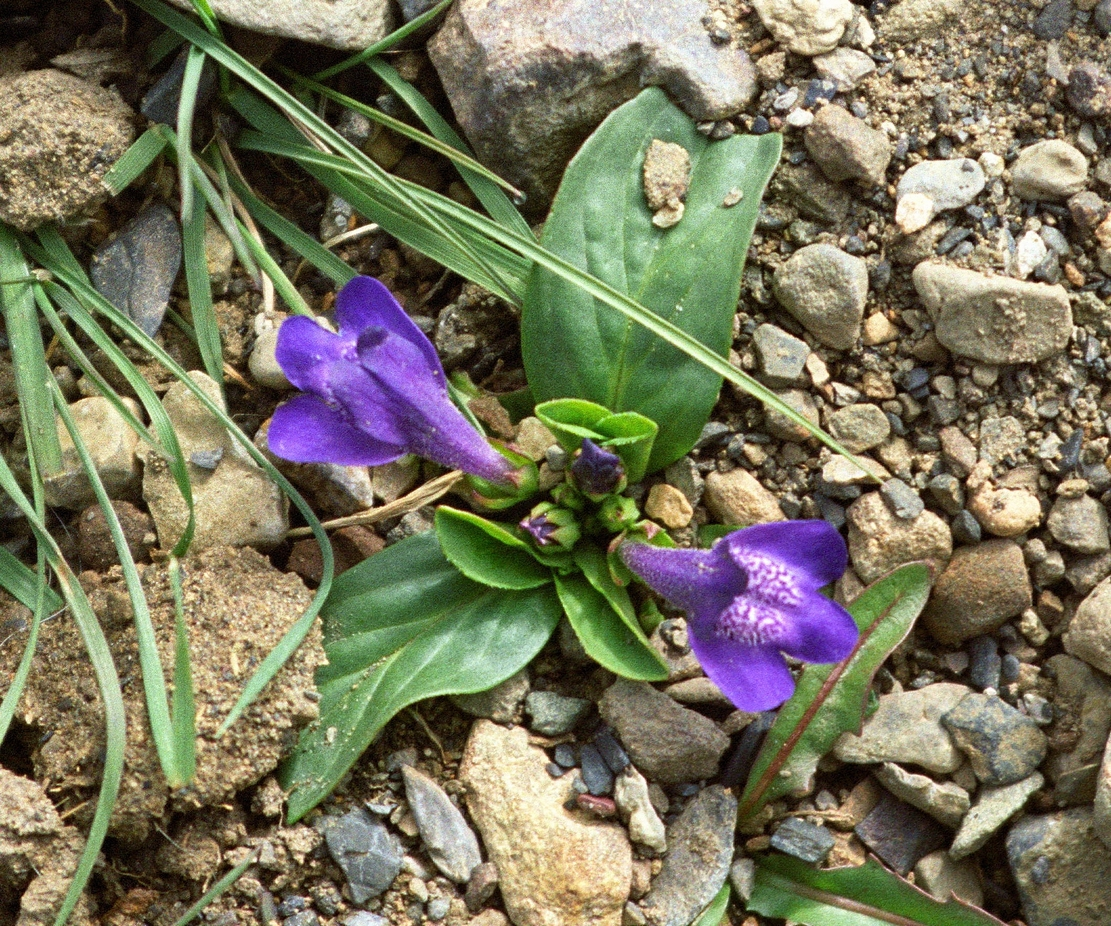
Infiorescenza
Lancea tibetica

Le infiorescenze sono scapose o sono dei racemi terminali con fiori brevemente pedicellati. I fiori (pochi) sono disposti a verticilli sottesi da alcune foglie bratteali.

### Fiori

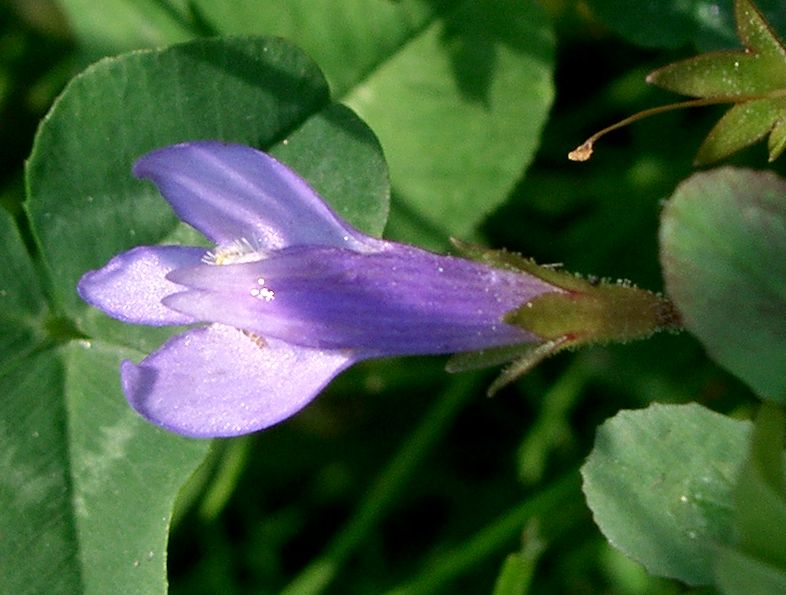
I fiori
Mazus miquelii

I fiori sono ermafroditi, zigomorfi, tetrameri (4-ciclici), ossia con quattro verticilli (calice – corolla - androceo – gineceo) e pentameri (5-meri: la corolla e il calice hanno 5 parti). Sia il perianzio che l'androceo sono ipogini.
- Formula fiorale:

X, K (5), [C (2+3), A 2+2], G (2), (supero), capsula
- Calice: il calice è connato (gamopetalo), e termina con 5 lobi (i sepali) a volte più corti del tubo che può essere a forma campanulata. Il calice in genere è persistente e a maturazione contiene i frutti.

- Corolla: la corolla, gamopetala, ha la forma di un tubo cilindrico terminante con cinque lobi (i petali) a simmetria bilaterale (zigomorfa) con forme profondamente bilabiate (struttura 2/3). A volte il palato del labbro superiore è pubescente. I colori sono bianco, viola o porpora scuro.

- Androceo: l'androceo possiede 4 stami didinami adnati alla corolla (non sono presenti staminoidi). Gli stami sporgono oppure no dalla corolla. Le teche sono due e divergenti (apicalmente sono conniventi).

- Gineceo: l'ovario è supero unico, bicarpellare (formato da due carpelli) e biloculare. La forma dell'ovario in genere è globosa e ottusa oppure ovoide; l'ovario può essere sia peloso che glabro. La placentazione è assile e gli ovuli sono anatropi e tenuinucellati (con la nocella, stadio primordiale dell'ovulo, ridotta a poche cellule[8]). Lo stilo è unico con stigma capitato con due sottili lobi (lamellari) ed è sensitivo (s'incurva a scatto se urtato o raggiunto dal polline).

### Frutti
Il frutto è una capsula a deiscenza loculicida (oppure indeiscente in Lancea); è carnoso e simile ad una bacca. I semi sono molti (da 20 a 40) colorati da marrone a giallo con forme ellissoidi e testa liscia. L'embrione è diritto con endosperma sparso.

## Biologia
Le specie di questo raggruppamento si riproducono per impollinazione tramite insetti (impollinazione entomogama).
La dispersione dei semi avviene inizialmente a causa del vento (dispersione anemocora); una volta caduti a terra sono dispersi soprattutto da insetti tipo formiche (mirmecoria).

## Distribuzione e habitat
L'habitat tipico per le specie di questa famiglia sono gli ambienti umidi in pianura o in montagna nelle regioni dell'Eurasia (Dodartia), Himalaya e Cina (Lancea e Puchiumazus ), Asia tropicale e Australasia (Mazus).

## Tassonomia
I generi di questo gruppo in passato sono stati assegnati a diverse famiglie come Scrophulariaceae (alcuni caratteri morfologici sono simili alle specie del genere Mimulus) o Phrymaceae (tribù Mimuleae Dum., 1829). Attualmente questo gruppo è riconosciuto come una famiglia separata in base ai nuovi sistemi di analisi di classificazione filogenetica dell' "Angiosperm Phylogeny Group".

### Generi
La famiglia è composta da 4 generi con 49 specie:
- Dodartia L., 1753 (1 sp.)
- Lancea Hooker f. & Thomsom, 1857 (2 spp.)
- Mazus Lour., 1790 (45 spp.)
- Puchiumazus Bo Li, D.G.Zhang & C.L.Xiang, 2021 (1 sp.)

### Filogenesi
Nell'ordine delle Lamiales la famiglia Mazaceae occupa da un punto di vista filogenetico una posizione recente: è "gruppo fratello" dell'insieme di famiglie Phrymaceae, Paulowniaceae e Orobanchaceae, subito dopo la famiglia Lamiaceae. All'interno della famiglia il monotipo Dodartia è "gruppo fratello" del genere Mazus.